# Harold Davis (labdarúgó)
Harold Davis (Cupar, 1933. május 10. – 2018. június 26.) skót labdarúgó, fedezet, edző.

## Pályafutása
1951-ben sorkatonai szolgálatra vonult be. Harcolt a koreai háborúban az 1950-es évek elején és súlyosan megsérült.
1955-56-ban az East Fife labdarúgója volt. 1956 és 1964 között a Rangers csapatában játszott, ahol öt bajnoki címet és négy skót kupa győzelmet ért el az együttessel. Tagja volt az 1960–61-es KEK-döntős együttesnek. 1964-65-ben a Partick Thistle játékosa volt.
1965 és 1968 között a Queen's Park, 1970-71-ben a Queen of the South vezetőedzője volt.

## Sikerei, díjai
Rangers
- Skót bajnokság
  - bajnok (5): 1956–57, 1958–59, 1960–61, 1962–63, 1963–64
- Skót kupa
  - győztes (4): 1960, 1962, 1963, 1964
- Skót ligakupa
  - győztes (3): 1961, 1962, 1964
- Kupagyőztesek Európa-kupája (KEK)
  - döntős: 1960–61